# Esther Kazen
Esther Hawa Rebecka Kazen, född 25 juni 1989 i Arvika i Värmland, är pastor i Immanuelskyrkan i Stockholm, som tillhör Equmeniakyrkan. Hon driver sedan 2017 Instagramkontot Feministpastorn.

## Biografi
Esther växte upp i Edane, utanför Arvika i Värmland, tillsammans med sin familj som var medlemmar i Adventistsamfundet. Hon har judiskt påbrå och hennes morfar flyttade till Sverige från Schweiz 1939 i samband med nazismens framväxt.
Esther studerade teologi i England och på Teologiska högskolan innan hon i maj 2017 ordinerades till pastor inom Equmeniakyrkan. Hon arbetar idag som pastor i Immanuelskyrkan i Stockholm. Hon har tidigare arbetat som generalsekreterare för Sveriges Ekumeniska Kvinnoråd och som pastor i Flatåskyrkan i Västra Frölunda, och Abrahamsbergskyrkan i Stockholm.

### Feministpastorn
Esther startade Instagramkontot Feministpastorn i februari 2017. Inläggen behandlar bland annat frågor om tro, feminism och sexualitet. Kontot har rönt stora framgångar och har i maj 2020 21 000 följare. Bland de kritiska rösterna lyfts bland annat att det skulle vara historierevisionism att närma sig bibelberättelser på det sättet hon gör.

### #metoo
Under hösten 2017 var hon en av intitiativtagarna till frikyrkornas metoo-upprop #sanningenskagöraerfria. Uppropet samlade in berättelser från 468 personer som delade skildringar om sexuella övergrepp, trakasserier och tystnadskultur inom frikyrkorna.